# Besātīn
Besātīn (persiska: بساتين) är en ort i Iran.   Den ligger i provinsen Bushehr, i den södra delen av landet, 900 km söder om huvudstaden Teheran. Besātīn ligger 11 meter över havet och antalet invånare är 638.
Terrängen runt Besātīn är platt. Havet är nära Besātīn åt nordväst.Runt Besātīn är det glesbefolkat, med 14 invånare per kvadratkilometer. Närmaste större samhälle är Nakhl-e Taqī, 14,9 km nordväst om Besātīn. Trakten runt Besātīn är ofruktbar med lite eller ingen växtlighet.